# LW Близнецов
LW Близнецов (лат. LW Geminorum) — одиночная переменная звезда в созвездии Близнецов на расстоянии (вычисленном из значения параллакса) приблизительно 6 412 световых лет (около 1 966 парсек) от Солнца. Видимая звёздная величина звезды — от +16m до +15,2m.
Открыта Куно Хофмейстером в 1968 году.

## Характеристики
LW Близнецов — красная пульсирующая полуправильная переменная звезда типа SRB (SRB) спектрального класса M. Эффективная температура — около 3284 К.